# Frank Beddor
Frank Beddor (né le 21 juillet 1958 à Minneapolis, dans le Minnesota) est un skieur acrobatique, écrivain, acteur et producteur de cinéma américain.

## Biographie
Diplômé de la Benilde-St. Margaret's High school (MN) en 1977, Frank Beddor commence une carrière sportive en ski acrobatique, et remporte la Coupe du monde de ski acrobatique en 1981, la deuxième année de la création de la discipline. En 1982, il devient le premier double champion de cette catégorie, puis cesse son activité sportive.
En 2006, il commence une trilogie Alyss of Wonderland et publieson premier livre The Looking glass wars en anglais, traduit en français sous le titre « Les Guerres du miroir » (nom de la trilogie) dont le premier tome s'intitule « Alice en exil. ».
Cette trilogie s'inspire d'Alice au pays des merveilles de Lewis Carroll.
Le tome 2 de la trilogie : Seeing Red est sorti en 2007, et annoncé en français pour mi-octobre 2007.
Après plus d'un an de retard, le tome 2 de la trilogie est publié en français sous le titre Le spectre de la reine.
Le tome 3 est sorti en français en 2010 sous le titre « La Conspiration des oracles »
Il dirige en 2007 la société de production Automatic Pictures.
Il vit aujourd'hui à Los Angeles, Californie.

### Palmarès

#### Coupe du monde
- 2 gros globe de cristal :
  - Vainqueur du classement général en 1981 et 1982.
- 3 petits globe de cristal :
  - Vainqueur du classement combiné en 1981 et 1982.
  - Vainqueur du classement bosses en 1980.
- 41 podiums dont 16 victoires.

## Filmographie

### Comme acteur
- 1987 : Cheeseburger film sandwich, film à sketches de John Landis, Joe Dante, Carl Gottlieb, Peter Horton et Robert K. Weiss
- 1988 : Remote Control de Jeff Lieberman

### Comme cascadeur
- 1985 : Gagner ou mourir (Better off Dead) de Savage Steve Holland, avec John Cusack et Kim Darby.

### Commeproducteur
- 1998 : Mary à tout prix (There's Something About Mary) de Peter et Bobby Farrelly, pour la Twentieth Century Fox
- 1998 : Vilaine' (Wicked) de Michael Steinberg

## Livres
- 2006 : Les Guerres du miroir - Tome 1 : Alice en exil, Bayard Jeunesse •  (ISBN 978-2-74701-799-2)
- 2008 : Les Guerres du miroir - Tome 2 : Le Spectre de la reine, Bayard Jeunesse •  (ISBN 978-2-74701-927-9)
- 2010 : Les Guerres du miroir - Tome 3 : La Conspiration des oracles, Bayard Jeunesse  (ISBN 978-2-74701-928-6)